# Hypnum obsoletinerve
Hypnum obsoletinerve är en bladmossart som beskrevs av Kindberg 1905. Hypnum obsoletinerve ingår i släktet flätmossor, och familjen Hypnaceae. Inga underarter finns listade i Catalogue of Life.